# Johan Nygaardsvold
Johan Nygaardsvold  ( odsłuchaj) (ur. 6 września 1879 w Malvik, zm. 13 marca 1952 w Trondheim) – norweski robotnik i polityk, premier Norwegii w latach 1935–1945.

## Życiorys

### Wczesne życie

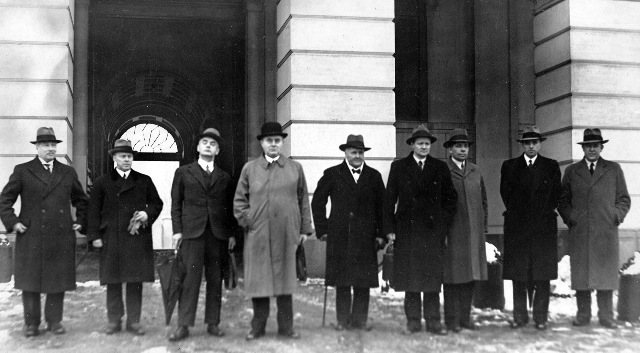
Gabinet Johana Nygaardsvolda. Od lewej: Minister Finansów Adolf Indrebø, Minister Obrony Fredrik Monsen, Minister Spraw Zagranicznych Halvdan Koht, Premier Johan Nygaardsvold, Minister Rolnictwa Hans Ystgaard, Minister Handlu Alfred Madsen, Minister Spraw Społecznych Kornelius Bergsvik, Minister Edukacji Nils Hjelmtveit i Minister Sprawiedliwości Trygve Lie po zaprzysiężeniu (1935)

Nygaardsvold urodził się w gospodarstwie w Hommelvik w gminie Malvik w regionie Sør-Trøndelag. Gospodarstwo należało do przedsiębiorstwa Karlslyst i zostało założone przez jego dziadka. Pod koniec XIX wieku Hommelvik przekształcił się w duże centrum przemysłowe i transportowe. Jako rolnicy-dzierżawcy ojciec i dziadek Nygaardsvolda mieli obowiązek pracy w tartaku i cegielni Karlslysta w Hommelviku.
Już jako chłopiec Nygaardsvold był zaangażowany w działalność polityczną, ponieważ jego ojciec reprezentował Partię Liberalną w radzie miejskiej Malviku w 1883 roku. Zarówno ojciec, jak i jego dziadek uważnie śledzili politykę norweską, a w weekendy w domu czytano radykalny dziennik Verdens Gang. W wieku 12 lat Nygaardsvold zaczął pracować w tartaku i cegielni. Stopniowo angażował się w walkę o skrócenie czasu pracy z 12 godzin dziennie.
Kiedy jego ojciec zmarł w 1897 roku, 18-letni Johan przejął funkcję głównego żywiciela rodziny, podejmując pracę jako wolny pracownik w cegielni. Pracowała w niej także Bine Brandslet, która później została jego żoną. W 1901 roku wskutek kryzysu przedsiębiorstwo Karlslyst zbankrutowało, a Nygaardsvold wyjechał do Stanów Zjednoczonych, gdzie pracował przy budowie kolei. W 1907 roku wrócił do Norwegii z zamierem zabrania rodziny, jednak po śmierci brata został w kraju i podjął pracę w tartaku.

### Początki w polityce
Nygaardsvold wkrótce stał się liderem lokalnych związków zawodowych i lokalnych struktur Partii Pracy. W 1915 roku został wbrew swojej woli nominowany do wyborów do Stortingu z list Partii Pracy w okręgu Strinda i uzyskał mandat poselski. Choć pierwsze lata w Stortingu nie przynosiły mu satysfakcji, wkrótce Nygaardsvold stał się jedną z wiodących postaci w grupie parlamentarnej Partii Pracy. W latach 1920–1922 był burmistrzem swojego rodzinnego miasta Malvik.
Kiedy w wyniku wyborów w 1927 roku Partia Pracy została najsilniejszą partią w Stortingu, sekretarz partii Martin Tranmæl na stanowisko premiera zaproponował Nygaardsvolda. Nygaardsvold kategorycznie odmówił i zagroził, że zerwie z polityką i wróci na farmę do Hommelviku. To sprawiło, że premierem został starszy i bardziej doświadczony polityk Christopher Hornsrud, a Nygaardsvold, mimo wyraźnej niechęci, objął ministerstwo rolnictwa. Rząd Hornsruda został jednak obalony już po 18 dniach.
Po porażce w wyborach w 1930 roku Partia Pracy zmieniła kurs polityczny. Zamiast rewolucjonizować społeczeństwo, postawiła na walkę z depresją gospodarczą i bezrobociem, zaś Nygaardsvold zrewidował swoje poglądy wobec objęcia stanowiska premiera. Stał się wiodącą osobowością w partii i w wyborach w 1933 roku zdobył 40 procent głosów.

### Objęcie teki premiera
W 1935 roku Partii Pracy udało się porozumieć z Partią Chłopską w celu obalenia liberalnego rządu Johana Ludwiga Mowinckela i poprzeć rząd mniejszościowy z premierem Nygaardsvoldem. Podstawą tego porozumienia było doraźne rozwiązanie podnoszące cenę produktów rolnych. Rząd został powołany 20 marca 1935 roku, a Nygaardsvold postanowił połączyć obowiązki premiera ze stanowiskiem ministra pracy. Dzięki poprawiającej się sytuacji gospodarczej na świecie, rządowi Nygaardsvolda udało się zmniejszyć bezrobocie oraz poprawić politykę socjalną i edukacyjną.
Nygaardsvold niechętnie zgodził się na żądania zwiększenia wydatków na obronę militarną Norwegii. W obliczu nadchodzącej II wojny światowej przestał oponować.

### II wojna światowa

#### Niemieckie ultimatum
Zaraz po wybuchu wojny zrezygnował z funkcji ministra pracy, aby w pełni poświęcić się kierowaniu pracami rządu. Nadzieja Nygaardsvolda na utrzymanie neutralności Norwegii prysła, gdy Niemcy zaatakowały kraj 9 kwietnia 1940 roku. Niemcy zażądali dymisji rządu Nygaardsvolda i powołania przez króla nowego rządu pod kierownictwem Vidkuna Quislinga. Król Haakon VII oświadczył, że nie może spełnić niemieckich żądań i woli raczej abdykować niż mianować Quislinga na stanowisko premiera. 10 kwietnia król Haakon wraz z rządem odrzucili żądania Niemiec i uciekli na północ. Pod koniec kwietnia rząd został poszerzony o trzech ministrów doradczych, reprezentujących Partię Liberalną, Partię Chłopską i Partię Konserwatywną.

#### Ucieczka rządu do Londynu

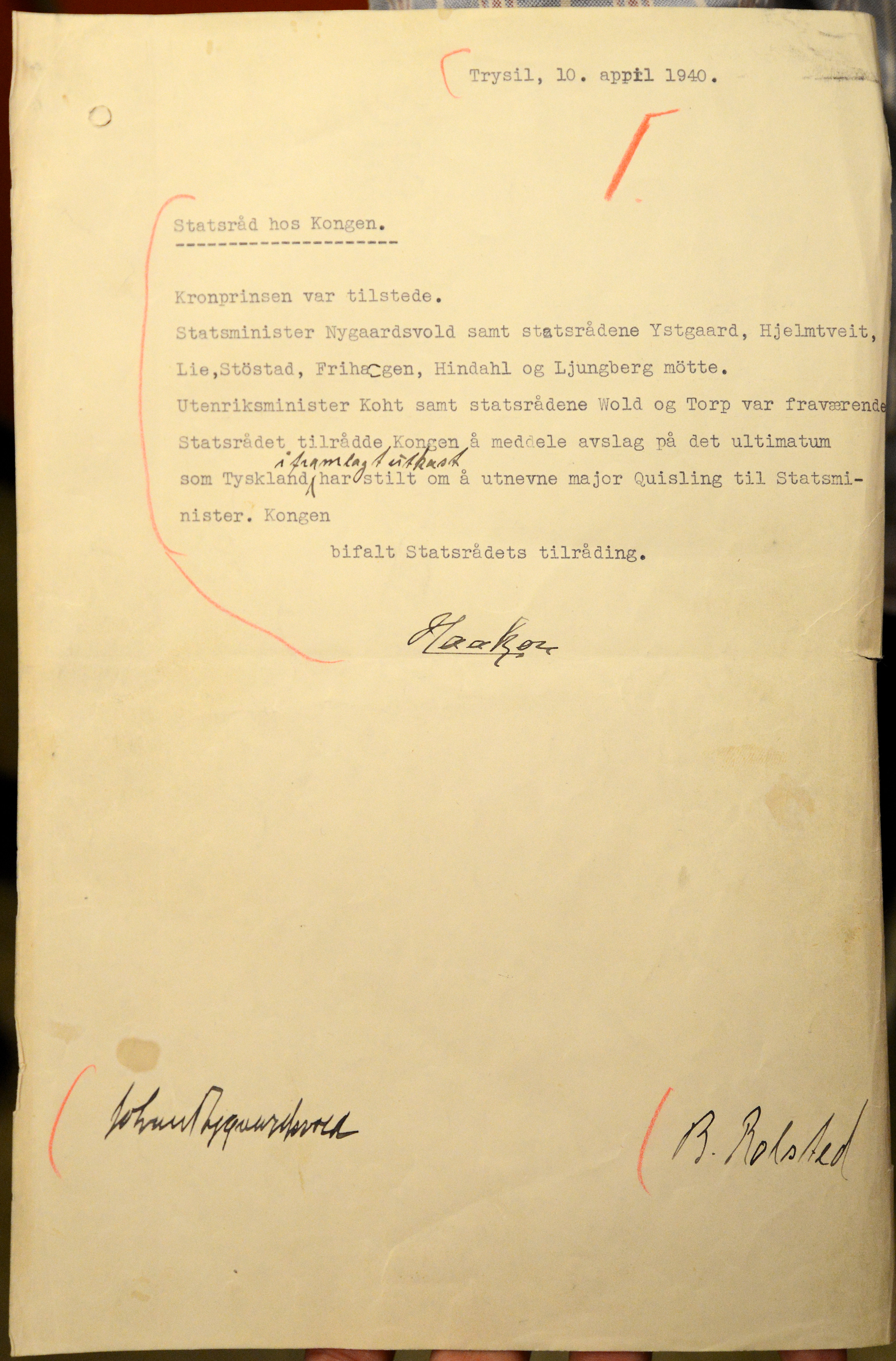
Odpowiedź króla Haakona VII na niemieckie żądania po ataku na Norwegię (10 kwietnia 1940)

Kiedy Wielka Brytania, Francja i inne państwa sojusznicze postanowiły wycofać swoje wojska z Norwegii, król i rząd zaakceptowali ofertę kontynuacji walki z terenu Wielkiej Brytanii. 7 czerwca 1940 roku król i premier wraz z rządem wypłynęli z Tromsø na pokładzie statku brytyjskiej marynarki wojennej. W Londynie rząd ustanowił swoją administrację, koncentrując się przede wszystkim na sprawach związanych z prowadzeniem wojny. Na emigracji Nygaardsvold otrzymał raporty o planach utworzenia w Norwegii rządu kolaboracyjnego z Niemcami.
Wkrótce w Norwegii zaczął również formować się ruch oporu, powstawała m.in. grupa Kretsen, która stała się trzonem Hjemmefronten. Do Nygaardsvolda docierały raporty o planach grupy. W 1941 roku dowiedział się, że sędzia Sądu Najwyższego Paal Berg i były minister Gunnar Gerhardsen byli zdania, że ówczesny Storting, wybrany w 1936 roku, nie powinien się zbierać po wojnie, i że rząd Nygaardsvolda powinien zostać zastąpiony przez nowy rząd koalicyjny. Uważali również, że tylko dwie lub trzy partie powinny mieć możliwość udziału w wyborach po wojnie. Ani król, ani Nygaardsvold, ani też jego rząd, nie mogli zaakceptować tych postulatów. W przemówieniu radiowym w Boże Narodzenie 1942 roku Nygaardsvold powiedział, że rząd złoży rezygnację, gdy tylko król i rząd powrócą do Norwegii.

#### Powrót do kraju i dymisja rządu
Po kapitulacji Niemiec w dniu 8 maja 1945 roku, pięciu członków rządu przybyło 14 maja do Oslo, aby przygotować przeniesienie legalnych rządów do Norwegii pod kierownictwem Oscara Torpa, pełniącego funkcję premiera, i następcy tronu Olafa jako regenta. 31 maja przybył Nygaardsvold i inni członkowie rządu, a 7 czerwca król Haakon z pozostałymi członkami rodziny królewskiej. Rząd złożył rezygnację 20 czerwca, a 25 czerwca powołano rząd koalicyjny Einara Gerhardsena.

### Udział w polityce po wojnie
Po zdobyciu mandatu do Stortingu jesienią 1945 roku, Nygaardsvold został wezwany do złożenia wyjaśnień, kiedy Storting omawiał raport komisji śledczej na temat działalności jego rządu przed wojną i w jej trakcie. Działalność rządu w Londynie spotkała się z łagodną krytyką, natomiast liczne zarzuty postawiono w związku z pracami rządu w okresie przedwojennym.
Byłemu premierowi zarzucono ignorowanie przygotowań obronnych do nadchodzącej wojny, przez co Norwegia stała się łatwym celem dla III Rzeszy. Reakcja Nygaardsvolda zaszokowała Storting, gdyż poprosił on o wszczęcie przeciw niemu procedury sądowej. Kiedy stały komitet kontrolny Stortingu przedstawił swoje zalecenia w 1948 roku, wtedy wszystko wskazywało na to, iż zostanie on postawiony w stan oskarżenia. Jednak po interwencji Partii Pracy większość członków komisji uznała, że nie ma do tego podstaw. Uniemożliwiło to sądową ocenę oskarżenia, której oczekiwał Nygaardsvold.

### Późniejsze życie
Pod koniec kadencji Stortingu w 1949 roku Nygaardsvold wrócił do Hommelvik. W tym samym roku Nygaardsvold został odznaczony Medalem za wybitną służbę obywatelską (Borgerdådsmedaljen). Odrzucał zaproszenia do wygłaszania wykładów, zaczął zaś pracować nad swoimi wspomnieniami, których nie udało mu się w całości wydać za życia. Jego wspomnienia z czasów wojny zostały zredagowane i opublikowane po jego śmierci.
Nygaardsvold zmarł na raka w szpitalu w Trondheim 13 marca 1952 roku. Został pochowany w kościele Hommelvik w Malvik.